# Schmunzeln

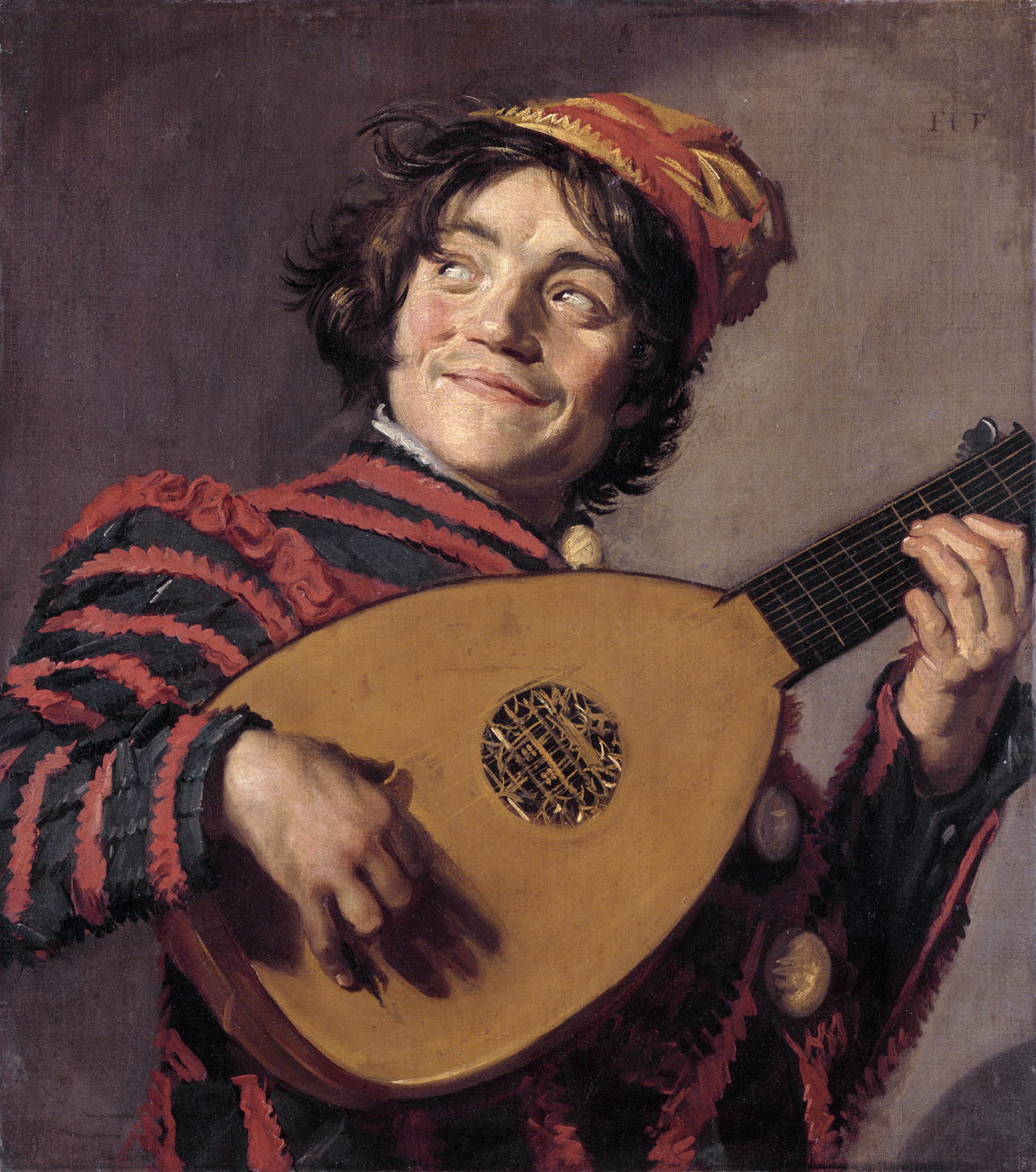
Porträt eines schmunzelnden Barden. Frans Hals: Jester with a Lute, ca. 1623

Schmunzeln ist ein menschlicher Gesichtsausdruck, eine Form des Lächelns, die meist im Zusammenhang mit etwas Lustigem, mit Humor steht. Das abschätzige Gegenstück des Schmunzelns ist das Feixen oder verächtliches Grinsen (norddeutsch: Grienen).
Schmunzeln ist somit eine abgemilderte Form des Lachens. Es bedeutet ein „stillvergnügtes Erheitertsein“, das allein über den Gesichtsausdruck erkennbar wird.
Der schmunzelnde Gesichtsausdruck lässt sich nur schwer allgemein definieren, aber ansatzweise folgendermaßen beschreiben: Der Mund legt sich in eine leichte Lachfalte, bleibt bei zarter Wölbung aber eher geschlossen. Die Augen bleiben offen, die Lider werden aber etwas zusammen gekniffen.

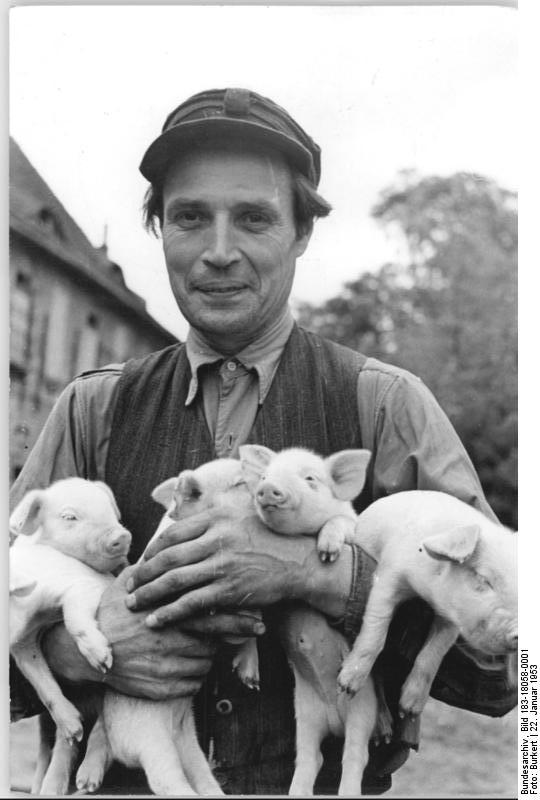
Verlegen schmunzelnder Bauer, 1953

Schmunzeln hat eine außersprachliche kommunikative Funktion und kann beispielsweise dem Empfänger die scherzhafte Konnotation einer Aussage vermitteln. In einigen Kontexten oder Kulturen (wie in Japan) drückt Schmunzeln teilweise auch Unverständnis, Tadel oder Kritik aus. Im Selbstbezug kann Schmunzeln verwendet werden, um Verlegenheit angesichts ungewollter Aufmerksamkeit zu überspielen oder Selbstironie zu zeigen.  Als kommunikative Reaktion auf ein Ereignis kann Schmunzeln auch als ein Wiedererkennungsreflex verstanden werden.
Neurologisch gilt Schmunzeln als positive Emotion, die wesentlich über das Lust-/Unlustzentrum des limbischen Systems gesteuert wird.